# 伊東三郎
伊東 三郎（いとう　さぶろう、1902年11月16日 - 1969年3月7日）は、日本のエスペランティスト、農民運動家。本名は宮崎巌。旧姓は磯崎。筆名はほかに伊井迂(イーウ)。

## 生涯
岡山市北区天瀬生まれ。大阪外国語学校（現大阪大学）中退。1925年エスペラント青年同盟を結成。1928年国際文化研究所の設立に参加。1930年日本共産党に入り農民運動を指導、全国農民組合（全農）戦闘化協議会の機関誌『農民闘争』の編集にあたる。1931年３月７日の全農第４回大会(大阪)で、運動方針の討議にあたって全農本部の杉山元治郎以外の大半が全国大衆党を支持するにあたって、特定政党の支持強制反対にあたり分裂する。本部反対派は、８月１５日～１６日の京都での会議(鞍馬会議)を開催し、全農全国会議(正式名称「労農政党支持強制反対全農全国会議」)派の創立および組織化を指導、1932年逮捕され豊多摩刑務所に入り、1936年保釈出獄、1940年に再検挙され巣鴨刑務所に入る。戦後は日本共産党熊本県委員会で一時活動、のちエスペラント教育活動に専念した。

## 著書
- 『ザメンホフ エスペラントの父』岩波新書 1950
- 『コトバの歴史』中央公論社 ともだちシリーズ 1952
- 『くろうまブランキー』堀内誠一画 福音館書店 <こどものとも>傑作集 1967
- 『高くたかく遠くの方へ 遺稿と追憶』渋谷定輔,埴谷雄高,守屋典郎編 土筆社 1974
- 『エスペラントとは何か 伊東三郎エスペラント論集』理想閣 1976
- 『日本エスペラント学事始 伊井迂氏談論集』武藤丸楠編 理想閣 1977
- 『ことばはなぜ通じるのか』理想閣 1978

共著
- 『プロレタリアエスペラント必携』小坂狷二共著 鉄塔書院 1930

## 論文
- Cinii

## 注
1. ↑  エスペラントのiu（誰か、英語のsomebodyに当たる）にかけたペンネーム。
2. ↑  20世紀日本人名事典
3. ↑  日本人名大辞典